# تشاو يوفن
تشاو يوفن (((بالصينية المبسطة: 赵玉芬; بالصينية التقليدية: 趙玉芬; البينيين: Zhào Yùfēn); مواليد 1948) كيميائية صينية في كلية الكيمياء والهندسة الكيميائية بجامعة شيامن.  لقد كانت منتقدة صريحة للمصانع الكيماوية. كانت أصغر عضوة منتخبة في الأكاديمية الصينية للعلوم .

## السيرة الذاتية
ولدت تشاو في مقاطعة تشي، في خنان ، وانتقلت إلى تايوان في عام 1949 مع والديها.  تخرجت تشاو من جامعة تسينغ هوا الوطنية (تايوان) في عام 1971 ، وحصلت على درجة الدكتوراه من جامعة ستوني بروك في نيويورك عام 1975.  وواصلت عملها في البحث العلمي في معهد الكيمياء مع الأكاديمية الصينية للعلوم في عام 1979 ثمَّ أصبحت أستاذة في جامعة تسينغهوا (بكين) في عام 1988، وانتخبت للعمل ضمن الأكاديمية الصينية لتصبح أصغر باحثة علمية تعمل فيه عام 1991. 
في مارس 2007 ، قدمت تشاو التماسا لوقف بناء مصنع كيماويات في شيامن .   كانت تشاو ضد بناء المصنع الذي كان سينتج الباراكسيلين (PX)، وهي مواد بتروكيماويات مسرطنة، بسبب المخاطر الصحية وتلوث البيئة.  وقالت إنه «كمشروع ينطوي على مخاطر عالية للانبعاثات السامة والانفجارات ، لا ينبغي أن يكون المشروع بالقرب من مدينة».  كما بدأت في كتابة الرسائل لاقتراح نقل المصنع إلى هي ليفينغ،المنطقة المعزولة من شيامن.  واستعان المتظاهرون بعد عدة أشهر بهذه الرسائل لوقف بناء المصنع  فقام بنواب شيامن للتصويت أغلبية ساحقة ضد المصنع الذي يقع في شبه جزيرة جولي. 
في 15 يونيو 2014 ، وقعت تشاو ، بصفتها رئيسةً لأكاديمية تشاو يوفين بجامعة شيامين، مع شركة بايوأسيس BIOasis اتفاقية لإنشاء مركز أبحاث الفوسفور وعلوم البحار في حديقة شاندونغ الدولية للتكنولوجيا الحيوية. 
نشرت تشاو مقالات علمية وأبحاثاً في مجلة الجمعية الكيميائية الأمريكية ، مجلة الكيمياء العضوية ،  أنجواندت كيمي ،و  الكيمياء العضوية والطبية ، و الاتصالات الكيميائية ،  التحفيز والتركيب المتقدم ،  والمجلات الأخرى.